# Giulia Casoni
Giulia Casoni (* 19. April 1978 in Ferrara) ist eine ehemalige italienische Tennisspielerin.

## Karriere
Casoni, die im Alter von acht Jahren mit dem Tennissport begann, spielte am liebsten auf Sand- oder Hartplätzen. 1996 sicherte sie sich an der Seite von Alice Canepa bei den French Open den Doppeltitel der Juniorinnen.
In ihrer Laufbahn gewann Casoni drei WTA-Titel im Doppel. Zudem kam sie auf vier Einzel- und 27 Doppeltitel bei ITF-Turnieren. Für die italienische Fed-Cup-Mannschaft spielte sie elf Partien, von denen sie acht gewinnen konnte.
Ihr letztes Match als Profispielerin bestritt sie im September 2006 bei einem ITF-Turnier im heimischen Mestre.

## Turniersiege

### Doppel
| Nr. | Datum          | Turnier      | Kategorie    | Belag     | Partnerin         | Finalgegnerinnen                     | Ergebnis      |
| --- | -------------- | ------------ | ------------ | --------- | ----------------- | ------------------------------------ | ------------- |
| 1.  | 23. Juli 2000  | Knokke-Heist | WTA Tier IVb | Sand      | Iroda Toʻlaganova | Catherine Barclay Eva Dyrberg        | 2:6, 6:4, 6:4 |
| 2.  | 6. Januar 2001 | Gold Coast   | WTA Tier III | Hartplatz | Janette Husárová  | Katie Schlukebir Meghann Shaughnessy | 7:69, 7:5     |
| 3.  | 24. Juli 2005  | Palermo      | WTA Tier IV  | Sand      | Marija Korytzewa  | Klaudia Jans Alicja Rosolska         | 4:6, 6:3, 7:5 |

## Abschneiden bei Grand-Slam-Turnieren

### Einzel
| Turnier         | 2000 | 2001 | Karriere |
| --------------- | ---- | ---- | -------- |
| Australian Open | —    | 1    | 1        |
| French Open     | 1    | 3    | 3        |
| Wimbledon       | 1    | 1    | 1        |
| US Open         | 3    | —    | 3        |

### Doppel
| Turnier         | 2000 | 2001 | Karriere |
| --------------- | ---- | ---- | -------- |
| Australian Open | —    | 2    | 2        |
| French Open     | 2    | 1    | 2        |
| Wimbledon       | 1    | 1    | 1        |
| US Open         | 1    | 1    | 1        |